# Championnats de Colombie de cyclisme sur route
Les championnats de Colombie de cyclisme sur route sont les championnats nationaux de cyclisme sur route de Colombie, organisés par la Fédération colombienne de cyclisme. Depuis la création des championnats en 1946, le titre de champion de Colombie a eu trois dénominations. Des années cinquante jusqu'en 1985, le vainqueur de la course est champion de Categoría Mayores. De l'année suivante jusqu'en 1995, deux titres étaient décernés, celui des professionnels et celui des amateurs. Ainsi, le premier champion de Colombie professionnel fut, en 1986, Antonio Londoño. Puis l'appellation changea et le champion national devient champion Élite. Tandis que la catégorie amateur disparaissait au profit d'une catégorie Espoir.
En 1987, le premier championnat national féminin a lieu à Cúcuta. Adriana Muriel s'impose et récidive les cinq éditions suivantes. Puis de 1993 à 1997, par désintérêt, la fédération colombienne n'organise plus de championnats pour les dames. Il faut attendre 1998 et ceux organisés à Carthagène pour que de nouveau une championne de Colombie soit titrée.
Par ailleurs, chaque année olympique, les championnats ne sont pas disputés. Toutefois, les vainqueurs des courses des Juegos Deportivos Nacionales sont considérés, en Colombie, comme les champions. Cependant l'UCI ne les reconnait pas comme tels.

## Hommes

### Podiums de la course en ligne
| Année | Vainqueur                  | Deuxième                  | Troisième                 |
| ----- | -------------------------- | ------------------------- | ------------------------- |
| 1946  | Jaime Gómez                |                           |                           |
| 1947  | Óscar Salinas              | Alfonso González          | Luis Ortíz                |
| 1948  | Luis Galo Chiriboga        | Óscar Salinas             | Benjamín Jiménez          |
| 1949  | Non disputé                | Non disputé               | Non disputé               |
| 1950  | Efraín Forero              | Efraín Rozo               | Gilberto Cuevas           |
| 1951  | Non disputé                | Non disputé               | Non disputé               |
| 1952  | Ernesto Gallego            | Efraín Forero             | Octavio Echeverry         |
| 1953  | Efraín Forero              | Fabio León                | Pedro Bernal              |
| 1954  | Efraín Forero              | Benjamín Jiménez          | Héctor Mesa               |
| 1955  | Jorge Luque                | Carlos Gil                | Efraín Forero             |
| 1956  | Fabio León Calle           | Pablo Hurtado             | Jaime Villegas            |
| 1957  | Hernán Medina Calderón     | Héctor Mesa Monsalve      | Carlos Montoya            |
| 1958  | Efraín Forero              | Diego Calero              | Humberto Gravina          |
| 1959  | Antonio Ambrosio           | Octavio Olarte            | Rubén Darío Gómez         |
| 1960  | Aureliano Gallón           | Mario Escobar             | Hernán Herrón             |
| 1961  | Mario Escobar              | Aureliano Gallón          | Hernán Herrón             |
| 1962  | Antonio Ambrosio           | Roberto Buitrago          | Martín Emilio Rodríguez   |
| 1963  | Gabriel Halaix Buitrago    | Carlos Siabatto           | Mario Escobar             |
| 1964  | Pablo Hernández            | Gustavo Rincón            | Antonio Forero            |
| 1965  | Martín Emilio Rodríguez    | Pablo Hernández           | Severo Hernández          |
| 1966  | Aníbal Ricardo             | Jaime Galeano             | Severo Hernández          |
| 1967  | Luis Alfonso Galvis        | Álvaro Pachón             | Miguel Samacá             |
| 1968  | Jairo Grijalba             | Miguel Samacá             | Luis Hernán Díaz          |
| 1969  | Augusto Estrada            | Álvaro Pachón             | Albeiro Mejia             |
| 1970  | Álvaro Pachón              | Rubén Darío Gómez         | Carlos Campaña            |
| 1971  | Abraham Domínguez          | Fernando Cruz             | Juan de Dios Morales      |
| 1972  | Arturo Matamoros           | Jorge González            | Álvaro Pachón             |
| 1973  | Luis Hernán Díaz           | José de Jesús Vargas      | Miguel Guerrero           |
| 1974  | Fabio Navarro              | Carlos Campaña            | José Patrocinio Jiménez   |
| 1975  | Héctor Julio Mayorga       | Óscar Giraldo             | Abelardo Ríos             |
| 1976  | Luis Enrique Murillo       | Abelardo Ríos             | Jaime Galeano             |
| 1977  | Abelardo Ríos              | Alfonso Flórez            | Luis Carlos Manrique (en) |
| 1978  | Juan de Dios Morales       | Luis Carlos Manrique (en) | Jorge González            |
| 1979  | Julio Alberto Rubiano      | Juan de Dios Morales      | Luis Carlos Manrique (en) |
| 1980  | Non disputé                | Non disputé               | Non disputé               |
| 1981  | Carlos Mario Jaramillo     | Rafael Tolosa             | Óscar Iván Carvajal       |
| 1982  | Germán Marín               | José Chalapud             | Ángel Ramírez             |
| 1983  | Álvaro Lozano (en)         | Óscar Iván Carvajal       | José Plácido Arias        |
| 1984  | Néstor Mora                | Luis Carlos Manrique (en) | Antonio Agudelo           |
| 1985  | Fabio Parra                | Reynel Montoya            | Jorge Otálvaro (en)       |
| 1986  | Antonio Londoño            | Israel Corredor           | Reynel Montoya            |
| 1987  | Reynel Montoya             | Javier Ignacio Montoya    | Manuel Cárdenas (es)      |
| 1988  | Reynel Montoya             | Martín Ramírez            | Victor Hugo Olarte        |
| 1989  | Reynel Montoya             | Henry Cárdenas            | Álvaro Mejía              |
| 1990  | William Pulido             | Óscar de Jesús Vargas     | Álvaro Lozano (en)        |
| 1991  | Jorge Otálvaro (en)        | Juan Carlos Arias         | Víctor Hugo Olarte        |
| 1992  | Jorge Otálvaro (en)        | Luis Espinosa (en)        | Alfonso Alayón            |
| 1993  | Federico Muñoz             | Javier Zapata             | Néstor Mora               |
| 1994  | Luis Alberto González (en) | Javier Zapata             | Héctor Palacio            |
| 1995  | Efraím Rico (en)           | Celio Roncancio (en)      | Óscar de Jesús Vargas     |
| 1996  | Celio Roncancio (en)       | Javier Zapata             | Álvaro Lozano (en)        |
| 1997  | José Castelblanco          | Raúl Gomez                | César Goyeneche           |
| 1998  | Johnny Ruiz                | Hernán Darío Muñoz        | Heberth Gutierrez         |
| 1999  | César Goyeneche            | Marlon Pérez              | Ruber Marín               |
| 2000  | Héctor Valenzuela          | Israel Ochoa              | Álvaro Lozano (en)        |
| 2001  | Daniel Rincón              | Ismael Sarmiento          | Alejandro Cortés (en)     |
| 2002  | Jhon Freddy García         | John Fredy Parra          | Élder Herrera             |
| 2003  | Élder Herrera              | Hugo Ferney Osorio (nl)   | Heberth Gutiérrez         |
| 2004  | Israel Ochoa               | Graciano Fonseca (en)     | Oved Yesid Ramírez        |
| 2005  | Walter Pedraza             | Heberth Gutiérrez         | Luis Felipe Laverde       |
| 2006  | Alejandro Cortés (en)      | Iván Casas                | Jhon Freddy García        |
| 2007  | Giovanni Chacón (nl)       | John Fredy Parra          | Andrés Miguel Díaz        |
| 2008  | Darwin Atapuma             | Israel Ochoa              | Walter Pedraza            |
| 2009  | Óscar Álvarez              | Juan Pablo Wilches        | Diego Calderón            |
| 2010  | Félix Cárdenas             | Edson Calderón            | Stiber Ortiz              |
| 2011  | Weimar Roldán              | Carlos Ospina             | Camilo Ulloa              |
| 2012  | Félix Cárdenas             | Brayan Ramírez            | Darwin Atapuma            |
| 2013  | Walter Pedraza             | Jonathan Paredes          | Andrés Miguel Díaz        |
| 2014  | Miguel Ángel Rubiano       | Winner Anacona            | Juan Pablo Suárez         |
| 2015  | Robinson Chalapud          | Daniel Jaramillo          | Jeffry Romero             |
| 2016  | Edwin Ávila                | Sergio Henao              | Cayetano Sarmiento        |
| 2017  | Sergio Henao               | Jarlinson Pantano         | Óscar Quiroz              |
| 2018  | Sergio Henao               | Óscar Quiroz              | Diego Ochoa               |
| 2019  | Óscar Quiroz               | Juan Felipe Osorio        | José Serpa                |
| 2020  | Sergio Higuita             | Egan Bernal               | Daniel Martínez           |
| 2021  | Aristóbulo Cala            | Marco Tulio Suesca        | Luis Miguel Martínez      |
| 2022  | Sergio Higuita             | Yeison Rincón             | Esteban Chaves            |
| 2023  | Esteban Chaves             | Daniel Martínez           | Nairo Quintana            |
| 2024  | Alejandro Osorio           | Sergio Higuita            | Egan Bernal               |
| 2025  | Egan Bernal                | Diego Camargo             | Kevin Castillo            |

Multi-titrés
- 4 : Efraín Forero
- 3 : Reynel Montoya

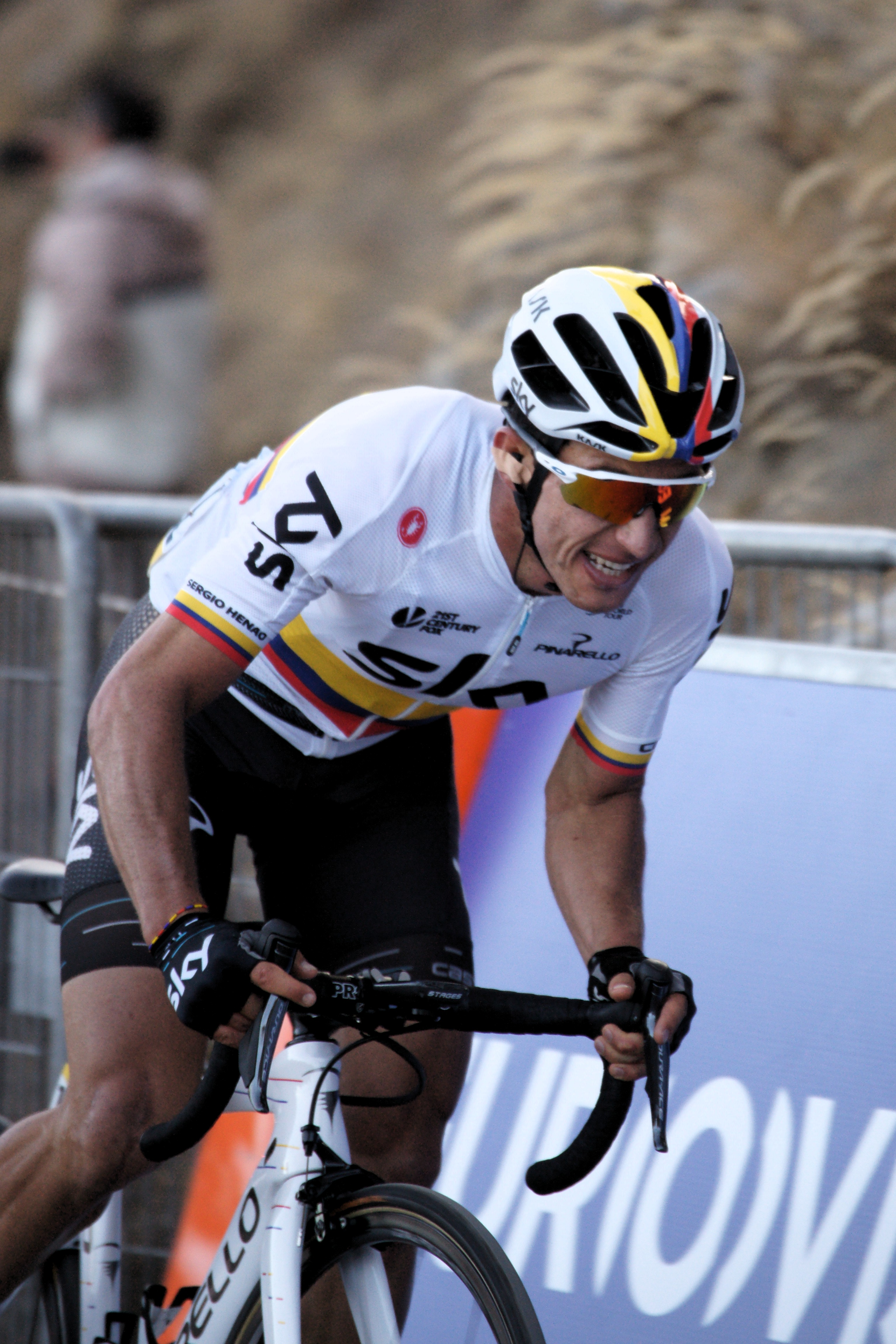
Sergio Henao arborant le maillot de champion de Colombie sur le Paris-Nice 2017.

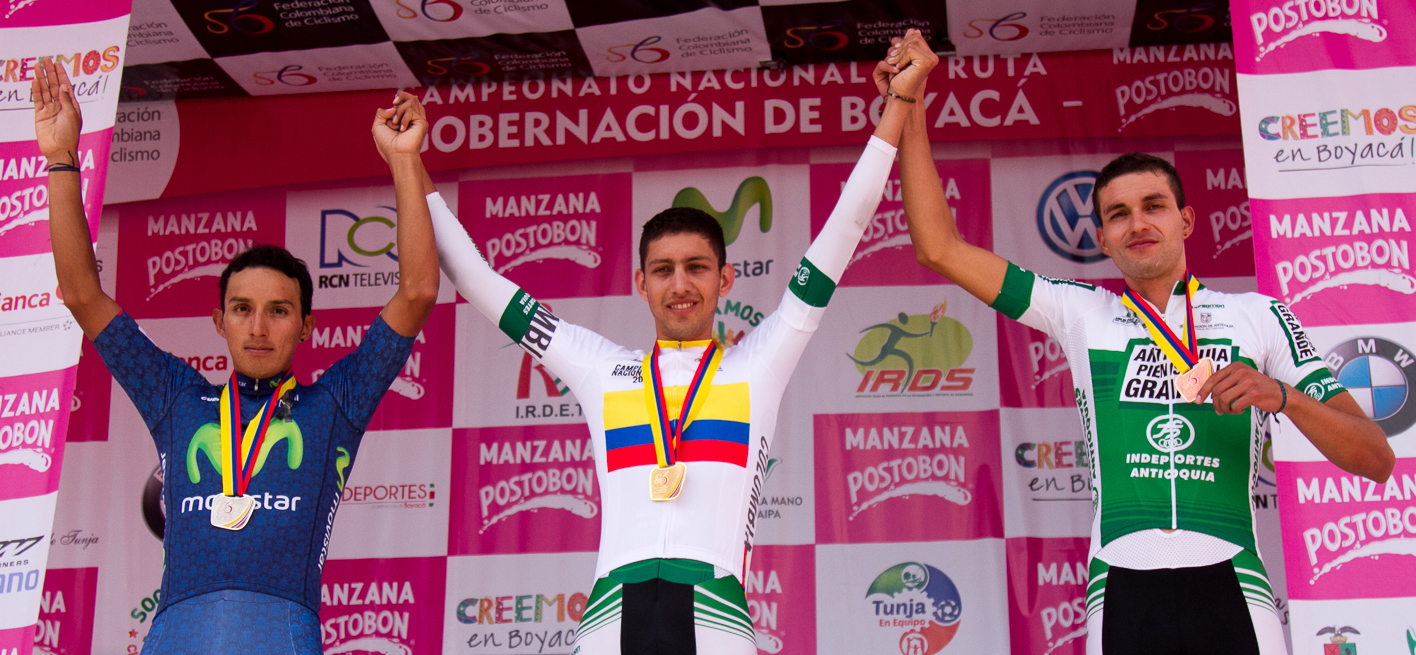
Podium du contre-la-montre de l'édition 2016

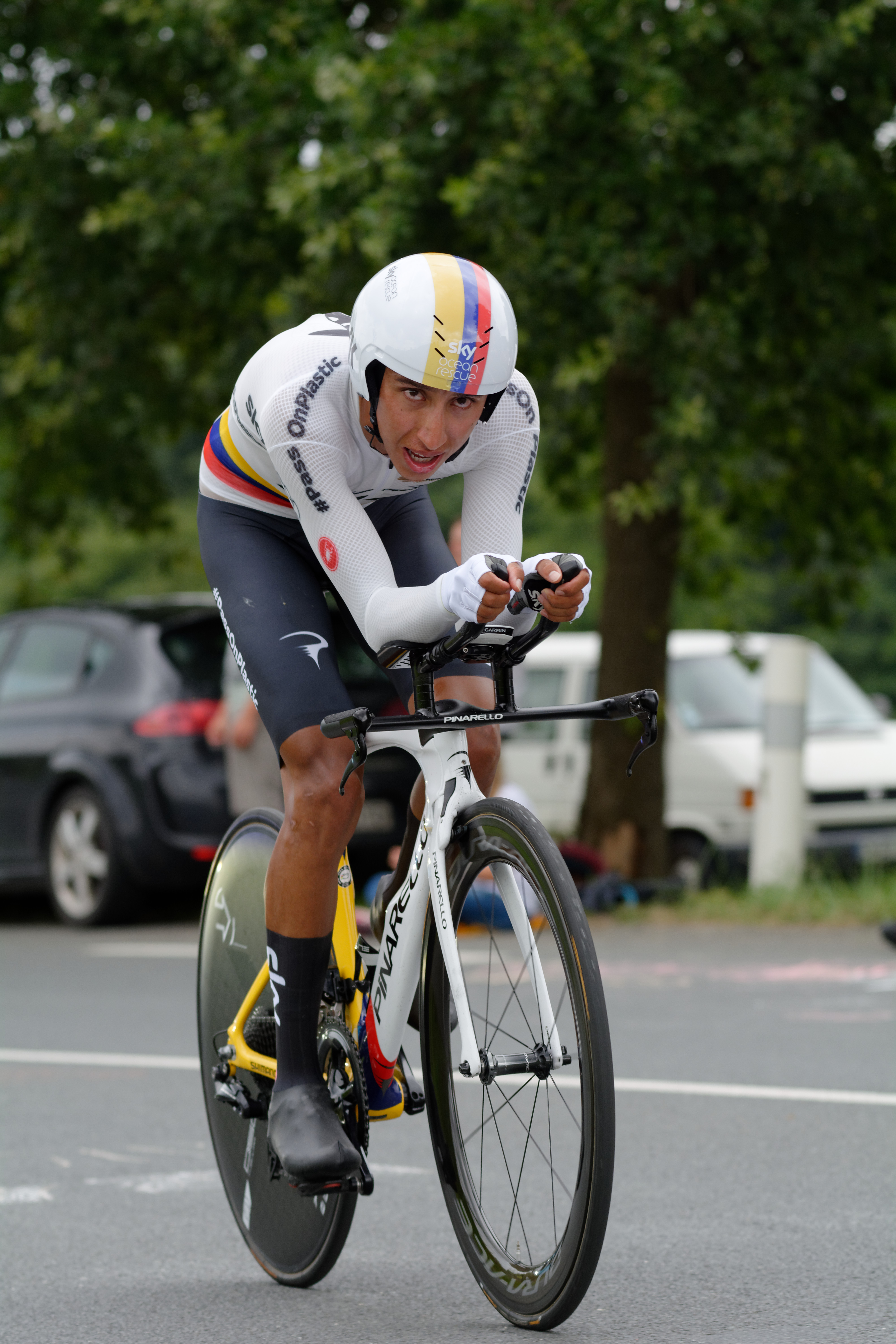
Egan Bernal portant le maillot de champion national du contre-la-montre sur le Tour de France 2018

- 2 : Walter Pedraza, Sergio Henao, Félix Cárdenas, Jorge Otálvaro (en), Antonio Ambrosio

### Podiums du contre-la-montre
| Année | Vainqueur                  | Deuxième                 | Troisième                  |
| ----- | -------------------------- | ------------------------ | -------------------------- |
| 1994  | Luis Alberto González (en) | Javier Zapata            | Héctor Palacio             |
| 1995  | Raúl Montaña               | Celio Roncancio (en)     | Luis Alberto González (en) |
| 1996  | Marlon Pérez               | Johnny Leal              | Vladimir González (en)     |
| 1997  | Víctor Hugo Peña           | Carlos Alberto Contreras | Javier Zapata              |
| 1998  | Dubán Ramírez              | Julio Ernesto Bernal     | Israel Ochoa               |
| 1999  | Marlon Pérez               | Javier Zapata            | Jairo Hernández            |
| 2000  | Israel Ochoa               | Álvaro Lozano (en)       | Raúl Montaña               |
| 2001  | Marlon Pérez               | Johnny Leal              | Vladimir González (en)     |
| 2002  | Johnny Leal                | Marlon Pérez             | José Serpa                 |
| 2003  | Heberth Gutiérrez          | José Serpa               | Israel Ochoa               |
| 2004  | Israel Ochoa               | Libardo Niño             | Jairo Hernández            |
| 2005  | Iván Parra                 | Javier Zapata            | José Serpa                 |
| 2006  | Libardo Niño               | José Serpa               | Mauricio Neisa             |
| 2007  | Santiago Botero            | Rigoberto Urán           | Israel Ochoa               |
| 2008  | Israel Ochoa               | Iván Parra               | Fabio Duarte               |
| 2009  | Santiago Botero            | Juan Carlos López        | Javier Zapata              |
| 2010  | Carlos Ospina              | Rafael Infantino         | Víctor Hugo Peña           |
| 2011  | Iván Casas                 | Wilson Marentes          | Juan Carlos López          |
| 2012  | Iván Casas                 | Marlon Pérez             | Jaime Suaza                |
| 2013  | Carlos Ospina              | Iván Casas               | Jaime Suaza                |
| 2014  | Pedro Herrera              | Omar Mendoza             | Víctor Hugo Peña           |
| 2015  | Rigoberto Urán             | Rafael Infantino         | Hernando Bohórquez         |
| 2016  | Walter Vargas              | Brayan Ramírez           | Juan Pablo Rendón          |
| 2017  | Jarlinson Pantano          | Rodrigo Contreras        | Walter Vargas              |
| 2018  | Egan Bernal                | Daniel Martínez          | Walter Vargas              |
| 2019  | Daniel Martínez            | Miguel Ángel López       | Egan Bernal                |
| 2020  | Daniel Martínez            | Nairo Quintana           | Egan Bernal                |
| 2021  | Walter Vargas              | Diego Camargo            | Camilo Ardila              |
| 2022  | Daniel Martínez            | Esteban Chaves           | Diego Camargo              |
| 2023  | Walter Vargas              | Rodrigo Contreras        | Diego Camargo              |
| 2024  | Daniel Martínez            | Brandon Rivera           | Rodrigo Contreras          |
| 2025  | Egan Bernal                | Walter Vargas            | Brandon Rivera             |

Multi-titrés
- 4 : Daniel Martínez
- 3 : Israel Ochoa, Marlon Pérez, Walter Vargas
- 2 : Santiago Botero, Iván Casas, Egan Bernal, Carlos Ospina

## Femmes

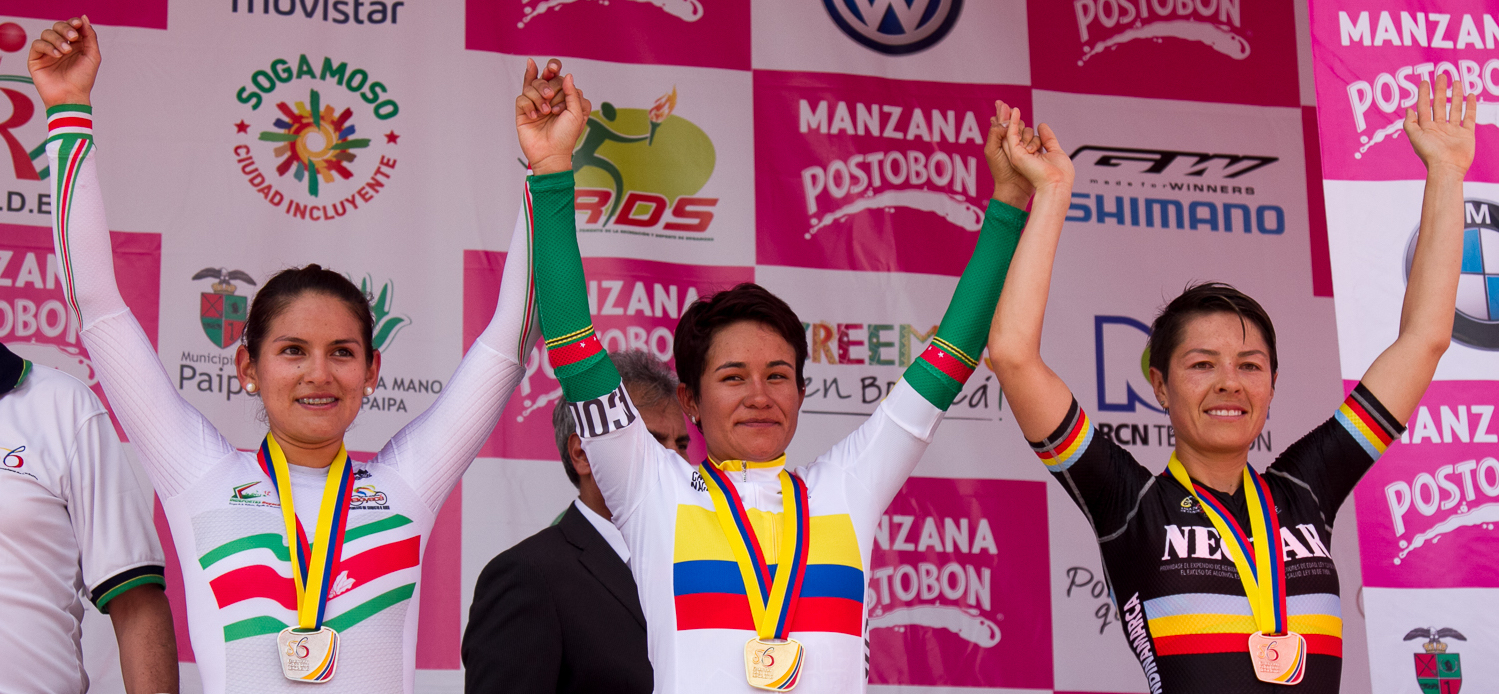
Podium féminin du contre-la-montre de l'édition 2016

### Podiums de la course en ligne
| Année     | Vainqueur              | Deuxième               | Troisième              |
| --------- | ---------------------- | ---------------------- | ---------------------- |
| 1987      | Adriana Muriel         | Luz Stella Araque      | Rosa María Aponte      |
| 1988      | Adriana Muriel         | Doris Patricia Fonseca | Marta Luz López        |
| 1989      | Adriana Muriel         | Rosa Angélica Maya     | Ángela Gómez           |
| 1990      | Adriana Muriel         | Nelly Alba             | Rosa María Aponte      |
| 1991      | Adriana Muriel         | Analida Cartagena      | Rosa Angélica Maya     |
| 1992      | Adriana Muriel         |                        |                        |
| 1993-1997 |                        | pas de compétition     |                        |
| 1998      | Ana Betancur           | Nohora López           | Análida Cartagena      |
| 1999      | Paola Madriñán         | Flor Marina Delgadillo | Analida Cartagena      |
| 2001      | Flor Marina Delgadillo | Martha López           | Magda Cubides          |
| 2002      | Nancy Casallas         | Flor Marina Delgadillo | Paola Madriñán         |
| 2003      | Paola Madriñán         | Flor Marina Delgadillo | Millerlandy Agudelo    |
| 2004      |                        | pas de compétition     |                        |
| 2005      | Sandra Gómez           |                        |                        |
| 2006      | Magdaly Trujillo       | Laura Lozano           | Monica Mendez          |
| 2007      | Sandra Gómez           | María Luisa Calle      | Magdaly Trujillo       |
| 2008      | Paola Madriñán         | Lorena Vargas          | Flor Marina Delgadillo |
| 2009      | Leidy Salazar          | Lorena Vargas          | Laura Lozano           |
| 2010      | Viviana Velásquez      | Cristina Sanabria      | Laura Lozano           |
| 2011      | Viviana Velásquez      | Lorena Colmenares      | Maritza Ceballos       |
| 2012      | Lorena Vargas          | Henny Rubio            | Cristina Sanabria      |
| 2013      | Lorena Vargas          | Andreina Rivera        | Claudia Castaño        |
| 2014      | Valentina Paniagua     | Diana Peñuela          | Laura Lozano           |
| 2015      | Natalia Muñoz          | Diana Peñuela          | Cristina Sanabria      |
| 2016      | Adriana Tovar          | Liliana Moreno         | Laura Lozano           |
| 2017      | Luisa Naranjo          | Diana Peñuela          | Lorena Vargas          |
| 2018      | Kathrin Montoya        | Milena Salcedo         | Laura Lozano           |
| 2019      | Liliana Moreno         | Jessica Parra          | Estefania Herrera      |
| 2020      | Catalina Gómez         | Jeniffer Medellín      | Lorena Beltrán         |
| 2021      | Lorena Colmenares      | Paula Patiño           | Diana Peñuela          |
| 2022      | Diana Peñuela          | Lorena Colmenares      | Andrea Alzate          |
| 2023      | Diana Peñuela          | Paula Patiño           | Lina Rojas             |
| 2024      | Paula Patiño           | Diana Peñuela          | Jessenia Meneses       |
| 2025      | Juliana Londoño        | Diana Peñuela          | Paula Patiño           |

Multi-titrées
- 6 : Adriana Muriel
- 3 : Paola Madriñán
- 2 : Sandra Gómez, Lorena Vargas, Viviana Velásquez, Diana Peñuela

### Podiums du contre-la-montre
| Année | Vainqueur              | Deuxième          | Troisième         |
| ----- | ---------------------- | ----------------- | ----------------- |
| 1998  | Ana Betancur           | Sandra Gómez      | Lucila Rodríguez  |
| 1999  | María Luisa Calle      | Sandra Gómez      | Paola Madriñán    |
| 2000  | Flor Marina Delgadillo | Martha Luz López  | Nancy Casallas    |
| 2001  | Flor Marina Delgadillo | María Luisa Calle | Nancy Casallas    |
| 2002  | María Luisa Calle      | Sandra Gómez      | Paola Madriñán    |
| 2003  | Sandra Gómez           | Paola Madriñán    | Natalia Mejía     |
| 2004  | Paola Madriñán         |                   |                   |
| 2005  | María Luisa Calle      |                   |                   |
| 2006  | Monica Méndez          | Diana Agudelo     | Laura Lozano      |
| 2007  | María Luisa Calle      | Monica Méndez     | Laura Lozano      |
| 2008  | Paola Madriñán         | Lorena Vargas     | María Luisa Calle |
| 2009  | Paola Madriñán         | Lorena Vargas     | Serika Gulumá     |
| 2010  | Paola Madriñán         | Adriana Tovar     | Elizabeth Agudelo |
| 2011  | María Luisa Calle      | Lorena Vargas     | Laura Lozano      |
| 2012  | María Luisa Calle      | Laura Lozano      | Adriana Tovar     |
| 2013  | Serika Gulumá          | Adriana Tovar     | Lorena Vargas     |
| 2014  | Serika Gulumá          | María Luisa Calle | Andreina Rivera   |
| 2015  | Cristina Sanabria      | Serika Gulumá     | Laura Buriticá    |
| 2016  | Cristina Sanabria      | Serika Gulumá     | Adriana Tovar     |
| 2017  | Cristina Sanabria      | Adriana Tovar     | Laura Lozano      |
| 2018  | Serika Gulumá          | Estefanía Herrera | Rocio Parrado     |
| 2019  | Serika Gulumá          | Cristina Sanabria | Estefanía Herrera |
| 2020  | Cristina Sanabria      | Diana Peñuela     | Camila Valbuena   |
| 2021  | Serika Gulumá          | Cristina Sanabria | Milena Fagua      |
| 2022  | Marcela Hernández      | Tatiana Dueñas    | Camila Valbuena   |
| 2023  | Marcela Hernández      | Diana Peñuela     | Cristina Sanabria |
| 2024  | Diana Peñuela          | Karen Villamizar  | Cristina Sanabria |
| 2025  | Diana Peñuela          | Karen Villamizar  | Paula Patiño      |

Multi-titrées
- 6 : María Luisa Calle
- 5 : Serika Gulumá
- 4 : Paola Madriñán, Cristina Sanabria
- 2 : Flor Marina Delgadillo, Marcela Hernández, Diana Peñuela

## Espoirs Hommes

### Podiums de la course en ligne
| Année | Vainqueur                | Deuxième            | Troisième             |
| ----- | ------------------------ | ------------------- | --------------------- |
| 1998  | Marlon Pérez             | Luis Felipe Laverde | Alejandro Cortés (en) |
| 1999  | Luis Orán Castañeda (en) |                     |                       |
| 2003  | Juan Carlos López        | Ferney Bello        | Deiby Ibañez          |
| 2004  | Non disputé              | Non disputé         | Non disputé           |
| 2005  | Juan Pablo Forero        | Andrés Miguel Díaz  | Julián Atehortúa      |
| 2006  | Jaime Castañeda          | Andrés Miguel Díaz  | Fabio Duarte          |
| 2007  | Juan Sebastián Arango    | Hernán Vargas       | Camillo Torres        |
| 2008  | Non disputé              | Non disputé         | Non disputé           |
| 2009  | Jaime Vergara            | Cayetano Sarmiento  | Jaime Morales         |
| 2010  | Juan Pablo Valencia      | Jonathan Millán     | Aristobulo Cala       |
| 2011  | Marvin Angarita          | Cristian Talero     | Brayan Ramírez        |
| 2012  | Non disputé              | Non disputé         | Non disputé           |
| 2013  | Ronald Gómez             | Julián Marín        | Daniel Jaramillo      |
| 2014  | Diego Ochoa              | Brayan Ramírez      | Hernando Bohórquez    |
| 2015  | Edward Díaz              | Jordan Parra        | Andrés Felipe Herrera |
| 2016  | Roller Diagama           | Edward Díaz         | Wilmar Castro         |
| 2017  | Robinson López           | Cristian Carmona    | Jhonatan Cañaveral    |
| 2018  | Yeison Rincón            | Hernán Darío Gómez  | Daniel Largo          |
| 2019  | Harold Tejada            | Jhojan García       | Santiago Ordóñez      |
| 2020  | Daniel Arroyave          | Óscar Guzmán        | Cristian Rico         |
| 2021  | Esteban Guerrero         | Heberth Gutiérrez   | Elkin Malaver         |
| 2022  | Germán Gómez             | Andrés Mancipe      | Frank Flórez          |
| 2023  | Kevin Castillo           | Andrés Mancipe      | Edwin Patiño          |
| 2024  | Brandon Rojas            | Camilo Gómez        | Paulo Pantoja         |
| 2025  | Samuel Flórez            | William Colorado    | Esteban Hoyos         |

### Podiums du contre-la-montre
Le premier champion de Colombie Espoir du contre-la-montre a été titré en 1994.
| Année | Vainqueur                | Deuxième             | Troisième             |
| ----- | ------------------------ | -------------------- | --------------------- |
| 1994  | Joselín Saavedra         | Hernán Alonso Osorio | Hernán Darío Bonilla  |
| 1995  | Santiago Botero          |                      |                       |
| 1996  |                          | Non disputé          |                       |
| 1997  | Iván Parra               | Marlon Pérez         | Juan Alejandro García |
| 1998  | Marlon Pérez             | Arles Castro         | José Serpa            |
| 1999  | Luis Orán Castañeda (en) | Mauricio Ardila      | Rigoberto Ibáñez      |
| 2000  | Non disputé              | Non disputé          | Non disputé           |
| 2001  | Carlos Ibáñez            |                      |                       |
| 2002  | Mauricio Ortega          |                      |                       |
| 2003  | Julián Rodas             | Andrés Rodríguez     | Mauricio Neisa        |
| 2004  | Non disputé              | Non disputé          | Non disputé           |
| 2005  | Dalivier Ospina          |                      |                       |
| 2006  | Fabio Duarte             | Edwin Parra          | Wilson Marentes       |
| 2007  | Wilson Marentes          | Camilo Suárez        | Sergio Henao          |
| 2008  | Non disputé              | Non disputé          | Non disputé           |
| 2009  | Nairo Quintana           | Sebastián Salazar    | Michael Rodríguez     |
| 2010  | Félix Barón              | Winner Anacona       | Isaac Bolívar         |
| 2011  | Brayan Ramírez           | Isaac Bolívar        | Argiro Ospina         |
| 2012  | Non disputé              | Non disputé          | Non disputé           |
| 2013  | Isaac Bolívar            | Félix Barón          | Hernando Bohórquez    |
| 2014  | Carlos Mario Ramírez     | Rodrigo Contreras    | Brayan Ramírez        |
| 2015  | Andrés Felipe Herrera    |                      |                       |
| 2016  | Carlos Mario Ramírez     | Eduardo Estrada      | Miguel Flórez         |
| 2017  | Julián Cardona           | Germán Chaves        | Javier Montoya        |
| 2018  | Santiago Ordóñez         | Adrián Bustamante    | Brandon Rivera        |
| 2019  | Harold Tejada            | Jhojan García        | Santiago Ordóñez      |
| 2020  | Adrián Bustamante        | Adrián Vargas        | Marlon Herrera        |
| 2021  | Víctor Ocampo            | Anderson Arboleda    | Rafael Pineda         |
| 2022  | Juan Manuel Barboza      | Johan Porras         | David Mesa            |
| 2023  | Germán Gómez             | Elkin Malaver        | Juan José López       |
| 2024  | Freddy Ávila             | Brayan Vargas        | Brandon Rojas         |
| 2025  | Samuel Flórez            | Freddy Ávila         | Juan Diego Quintero   |

Multi-titrés
- 2 : Carlos Ramírez

## Espoirs Femmes

### Podiums de la course en ligne
| Année | Vainqueur         | Deuxième          | Troisième         |
| ----- | ----------------- | ----------------- | ----------------- |
| 2017  | Lina Dueñas       | Luisa Motavita    | Paula Patiño      |
| 2018  | Vanessa Martínez  | Marcela Hernández | Paula Carrasco    |
| 2019  | Daisy Puín        | Camila Valbuena   | Tatiana Dueñas    |
| 2020  | Marcela Hernández | Leidy López       | Daniela Atehortúa |
| 2021  | Marcela Hernández | María Atahualpa   | Erika Botero      |
| 2022  | Elizabeth Castaño | Carolina Vargas   | Stefanía Sánchez  |
| 2023  | Stefanía Sánchez  | Elvia Cárdenas    | Sara Moreno       |
| 2024  | Carolina Vargas   | Zulay Camacho     | Sara Moreno       |
| 2025  | Natalia Garzón    | Angie Londoño     | Gabriela López    |

Multi-titrées
- 2 : Marcela Hernández

### Podiums du contre-la-montre
| Année | Vainqueur         | Deuxième         | Troisième        |
| ----- | ----------------- | ---------------- | ---------------- |
| 2017  | Jessica Parra     | Camila Valbuena  | Luisa Hernández  |
| 2018  | Marcela Hernández | Tatiana Dueñas   | Paola Mancipe    |
| 2019  | Marcela Hernández | Camila Valbuena  | Laura Castillo   |
| 2020  | Marcela Hernández | Tatiana Dueñas   | Angie Gutiérrez  |
| 2021  | Marcela Hernández | Erika Botero     | Lina Rojas       |
| 2022  | Mariana Herrera   | Jennifer Sánchez | Stefanía Sánchez |
| 2023  | Gabriela López    | Laura Rojas      | Carolina Vargas  |
| 2024  | Carolina Vargas   | Elvia Cárdenas   | Gabriela López   |
| 2025  | Natalia Garzón    | Gabriela López   | Laura Rojas      |

Multi-titrées
- 4 : Marcela Hernández

## Juniors Hommes

### Podiums de la course en ligne
| Année | Vainqueur              | Deuxième         | Troisième          |
| ----- | ---------------------- | ---------------- | ------------------ |
| 2003  | Óscar Sánchez          | Jairo Agudelo    | Luis Ortiz         |
| 2005  | Rigoberto Urán         | Julián Arredondo | William Rodríguez  |
| 2006  | Julián Arredondo       | Camilo Ulloa     | Andrés Alzate      |
| 2007  | Dúber Quintero         | Carlos Betancur  | Ricardo Mesa       |
| 2009  | Brayan Ramírez         | Cristian Tamayo  | José Jaimes        |
| 2010  | César Villegas         | Diego Ochoa      | Ever Rivera        |
| 2011  | Jonatan Quiceno        | Kevin Ríos       | Sebastián Molano   |
| 2012  | José Tito Hernández    | Yesid Sierra     | Wilson Cardona     |
| 2013  | Daniel Martínez        | Adolfo Tique     | Juan Felipe Osorio |
| 2014  | Sebastián Montes       | Brayan Hernández | Michael Veloza     |
| 2016  | Miguel Ángel Sarmiento | Wilmar Molina    | Johan Ariza        |
| 2017  | Camilo Muñoz           | Camilo Ardila    | Jhon Ramírez       |
| 2019  | Miguel Ángel Hoyos     | Carlos Ospina    | Jhon Avellaneda    |
| 2022  | Kevin Laiton           | Luis Marulanda   | Carlos Castro      |
| 2023  | Cristian Vélez         | Erick Parra      | Jhonatan Rojas     |

### Podiums du contre-la-montre
| Année | Vainqueur               | Deuxième           | Troisième             |
| ----- | ----------------------- | ------------------ | --------------------- |
| 2003  | Jaime Suaza             | Óscar Sánchez      | Jairo Agudelo         |
| 2006  | Winner Anacona          | Darwin Atapuma     | Julián Arredondo      |
| 2007  | Sebastián Salazar       | Camilo Moyano      | Jeffry Romero         |
| 2008  | Sebastián Salazar       |                    |                       |
| 2010  | Brayan Ramírez          | Diego Ochoa        | Daniel Rozo           |
| 2011  | Miguel Londoño          | Marlon García      | Diego Ochoa           |
| 2012  | Fernando Gaviria        | Sebastián Molano   | Wilmar Castro         |
| 2013  | Jhon Anderson Rodríguez | Eduardo Estrada    | Juan Felipe Osorio    |
| 2014  | Daniel Martínez         | Jaime Restrepo     | Juan Diego López      |
| 2016  | Juan José Amador        | Adrián Bustamante  | Jeferson Varón        |
| 2017  | Diego Jaramillo         | Camilo Ardila      | Brayan García         |
| 2019  | Germán Gómez            | Miguel Ángel Hoyos | Juan Moreno           |
| 2022  | Robert Plazas           | Juan David Urián   | Jaider Muñoz          |
| 2023  | Andrés Umbarila         | Martín Herreño     | Juan Pablo Colmenares |

Multi-titrés
- 2 : Sebastián Salazar